# E.H.P.

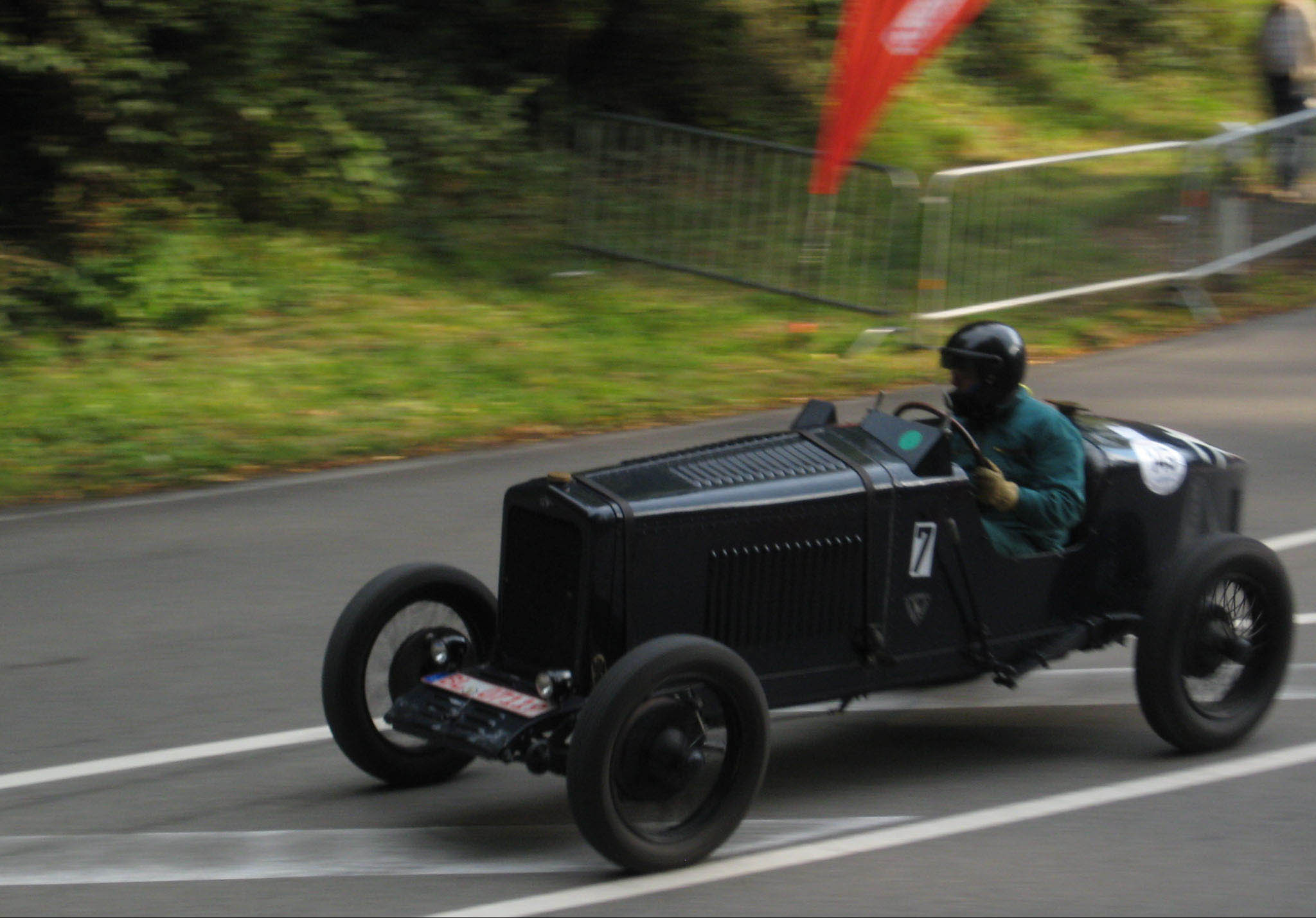
EHP Cyclecar

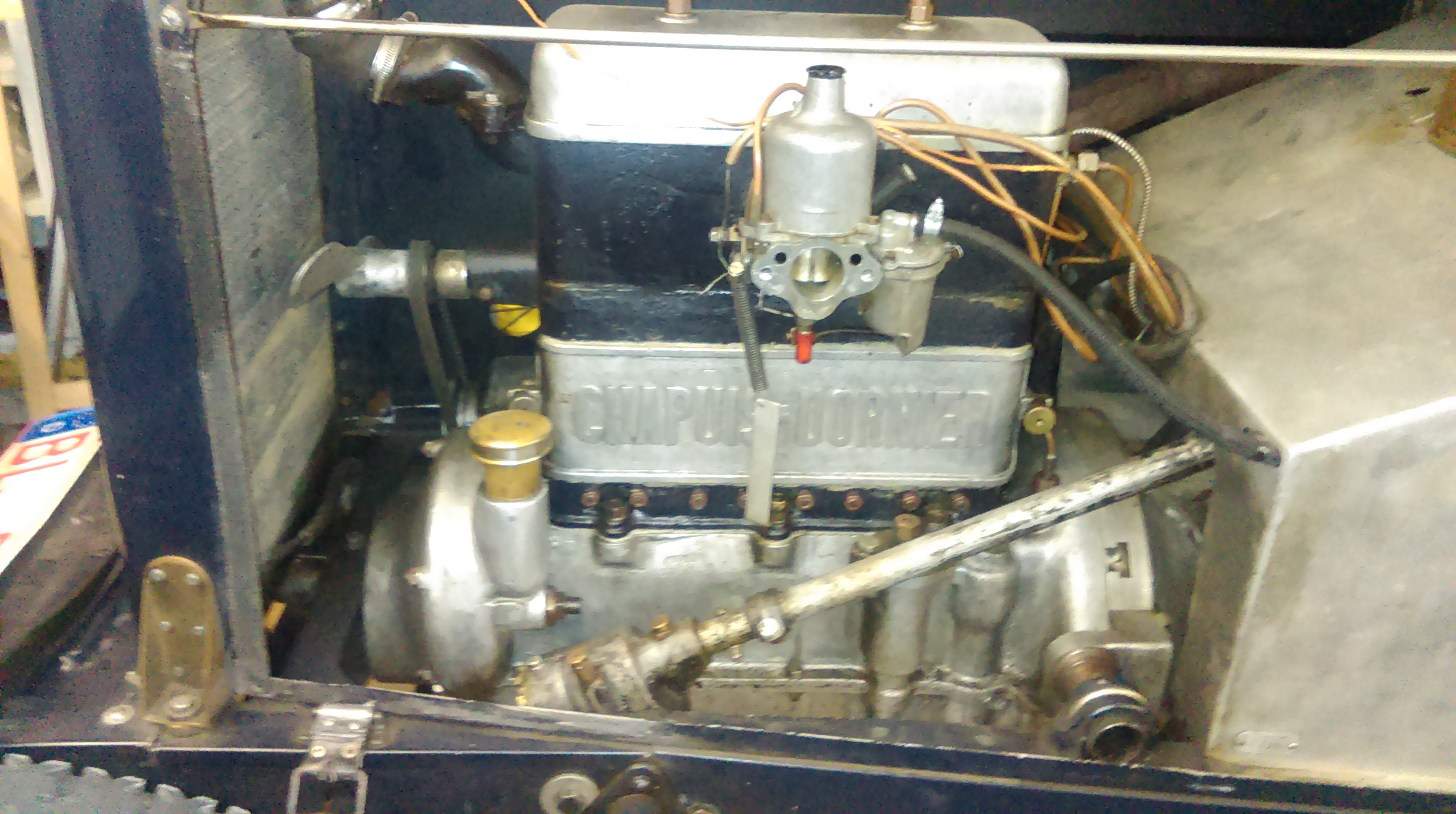
Motor von Chapuis-Dornier

Établissements Henry Précloux war ein französischer Hersteller von Automobilen.

## Unternehmensgeschichte
Henry Précloux gründete 1921 das Unternehmen in Courbevoie und begann mit der Produktion von Automobilen. Der Markenname lautete EHP. 1926 wurde Bignan übernommen. 1929 endete die Produktion. In Spanien fand eine Lizenzfertigung durch Loryc statt.

## Fahrzeuge
Es wurden Kleinwagen und Voiturettes hergestellt. Zunächst wurden Vierzylindermotoren von Ruby mit 900 cm³ Hubraum verwendet, später kamen auch Motoren anderer Hersteller mit einem Hubraum von 1500 cm³ zum Einsatz. 1928 erschien das Modell DU mit einem Sechszylindermotor mit 1300 cm³ Hubraum. Die Fahrzeuge wurden auch bei Autorennen wie den 24-Stunden-Rennen von Le Mans eingesetzt.